# Oleg Litwinienko
Oleg Fiodorowicz Litwinienko, ros. Олег Фёдорович Литвиненко (ur. 22 listopada 1973 w Dżambule, zm. 18 listopada 2007 w Tarazie) – kazachski piłkarz pochodzenia rosyjskiego, grający na pozycji napastnika.

## Kariera piłkarska

### Kariera klubowa
Wychowanek Szkoły Sportowej w Dżambule oraz Internatu Sportowego w Ałmaty. W 1990 rozpoczął karierę piłkarską w miejscowym Chimiku Dżambuł. Potem występował w klubach Ruś Wołgograd, Fosfor Dżambuł, Dinamo Ałmaty, FK Taraz, Jelimaj Semipałatinsk i Irtysz Pawłodar. W 1999 przez naruszenie dyscypliny sportowej został zdyskwalifikowany przez Kazachski Związek Piłki Nożnej. W 2000 został zaproszony do Kajratu Ałmaty. Latem 2001 roku wyjechał do Cypru, gdzie bronił barw klubu Ermis Aradipu. W 2002 został piłkarzem Żenisu Astana, ale po pół roku powrócił do Jelimaju Semipałatinsk. W 2004 przeszedł do Aktöbe-Lento Aktöbe, ale po 5 meczach opuścił klub. Dopiero po roku nieobecności na boiskach dołączył do FK Ałmaty. W 2006 zasilił skład FK Semej, a na początku 2007 powrócił do rodzimego FK Taraz.

### Kariera reprezentacyjna
W latach 1996–2006 bronił barw narodowej reprezentacji Kazachstanu. W olimpijskiej reprezentacji Kazachstanu (1995-1996) strzelił 10 goli w 9 meczach.
18 listopada 2007 został odnaleziony powieszony na jednym z porzuconych cmentarzy w Tarazie.

## Sukcesy i odznaczenia

### Sukcesy piłkarskie
Fosfor Dżambuł
- finalista Pucharu Kazachstanu: 1992

Jelimaj Semipałatinsk
- mistrz Kazachstanu: 1995, 1998
- brązowy medalista Mistrzostw Kazachstanu: 1996
- zdobywca Pucharu Kazachstanu: 1995
- zdobywca Superpucharu Kazachstanu: 1995

Kajrat Ałmaty
- zdobywca Pucharu Kazachstanu: 2001

Żenis Astana
- zdobywca Pucharu Kazachstanu: 2002

### Sukcesy indywidualne
- król strzelców Mistrzostw Kazachstanu: 1995, 2001, 2002
- Piłkarz roku w Kazachstanie: 2005 (według magazynu Goal)